# Grundrelation

Abb. 1. Psychophysisches Niveau, das durch die Abgrenzung der blauen und roten Zone veranschaulicht wird. Die Grundrelation vollzieht sich sowohl zwischen somatischem und psychischem System (d. h. innerhalb des Subjekts = psychophysische Grundrelation), als auch zwischen Subjekt und Objekt = kategoriale Grundrelation, vgl. Abb. 2 und 3

Als Grundrelation wird die Beziehung zwischen Subjekt und Objekt im Erkenntnisprozess a posteriori bezeichnet. Zu unterscheiden sind die psychophysische und die kategoriale Grundrelation.(a)

## Psychophysische Grundrelation
Bereits Kant sprach von einer Physiologie des menschlichen Verstandes (KrV A IX). Mit der psychophysischen Grundrelation sind körperlich-physiologische Abläufe insbesondere der Sinnesphysiologie gemeint, wie sie Kant aufgrund der Arbeiten von John Locke geläufig waren (Sensualismus). Als synonym mit der Bezeichnung psychophysische Grundrelation ist psychophysische Korrelation anzusehen. Die Vorgänge sind für den Zusammenhang mit dem Wahrnehmungsakt notwendig. Sie sind so auch für die Bewusstseinsbildung maßgeblich. Die psychophysische Grundrelation bringt die individuellen Sondercharaktere zum Bewusstsein, vgl. Abb. 1.(b)

## Kategoriale Grundrelation

Abb. 2 Funktionskreis als Regelkreis auf der vegetativen Stufe

Mit kategorialer Grundrelation sind außer den biologischen auch kybernetische Strukturen gemeint (Psychisches System). Die kategoriale Grundrelation verbindet Erkenntnis- und Seinskategorien. Sie bringt die Allgemeincharaktere des Gegenstandes (Objekts) zum Bewusstsein, vgl. Abb. 2.(c) Die Ausbildung solcher Begrifflichkeiten ist nur durch Rückkopplungen innerhalb des psychischen Systems denkbar, vgl. dazu → Situationskreis und Abb. 3.

## Zusammenwirken

Abb. 3 Zusammenwirken zwischen Verstand und Vernunft als Grundrelation der Erkenntnis

Beide Grundrelationen verbinden sich im psychophysischen Niveau, siehe Abb. 1 und Abb. 2. Sie sind beim Wahrnehmungsakt im Spiel. Nicolai Hartmann sagt dazu: „Durch die kategoriale Grundrelation begreifen wir, wissen wir aber nicht um das Dasein; durch die psychophysische Grundrelation wissen wir um das Dasein, begreifen es aber nicht.“(d) Dies erinnert an den Hauptsatz des Kritizismus: Gedanken ohne Inhalt sind leer, Begriffe ohne Anschauungen sind blind (Kant KrV B 75). Durch die Grundrelation hält der Kritizismus die Mitte zwischen Rationalismus und Sensualismus.(e) Bereits die Ideenlehre Platons wies auf ein Zusammenwirken zwischen Verstand und Vernunft hin, vgl. Abb 3. Das Zusammenwirken umfasst die Beziehungen zwischen Noumena und Phänomena. Es ist jedoch zwischen berechtigten und unberechtigten Hypostasen zu unterscheiden.(f)